# 阿兰萨苏
阿兰萨苏（西班牙語：Aránzazu）是西班牙巴斯克自治区比斯开省的一个市镇。总面积4平方公里，总人口289人（2001年），人口密度72人/平方公里。